# Saison 2019 de l'équipe cycliste Astana
La saison 2019 de l'équipe cycliste Astana est la treizième de cette équipe.

## Préparation de la saison 2019

### Sponsors et financement de l'équipe
L'équipe Astana est principalement financée par le fonds souverain Samrouk-Kazyna, et fait à ce titre partie du « Astana Presidential Club (en) », qui regroupe les équipes et clubs de sport financés par ce fonds,. Après des difficultés rencontrées en début de saison 2018, le manager Alexandre Vinokourov a annoncé que le financement de l'équipe était assuré jusqu'en 2020. D'après La Gazzetta dello Sport, le budget de l'équipe pour la saison 2019 s'élève à environ 17 millions d'euros.

### Arrivées et départs
L'intersaison voit notamment le Danois Michael Valgren quitter l'équipe pour rejoindre Dimension Data. Neuf autres coureurs partent. Plusieurs d'entre eux ne sont pas conservés par Astana. C'est notamment le cas de l'Ukrainien Andriy Grivko, membre de l'équipe depuis 2010, et du jeune sprinter italien Riccardo Minali, recruté par Israel Cycling Academy. Le contrat de Bakhtiyar Kozhatayev n'a pas été renouvelé après qu'un problème cardiaque a été détecté durant l'automne. L'Italien Moreno Moser part chez Nippo-Vini Fantini-Faizane pour tenter de relancer sa carrière. Son compatriote Oscar Gatto rejoint Bora-Hansgrohe, l'Estonien Tanel Kangert EF Education First, le Danois Jesper Hansen Cofidis et le Russe Sergey Chernetskiy Caja Rural-Seguros RGA. Enfin, le Kazakh Ruslan Tleubayev met fin à sa carrière, effectuée entièrement chez Astana, ainsi que le Norvégien Truls Engen Korsæth qui, à 25 ans, a annoncé vouloir se consacrer à ses études.
Neuf recrues viennent compenser ces départs. Les principales sont les frères Gorka et Ion Izagirre,. Arrivant comme eux de l'équipe Bahrain-Merida, l'Italien Manuele Boaro est engagé pour deux ans afin d'aider les leaders lors de courses par étapes.
Le jeune grimpeur erythréen Merhawi Kudus vient également renforcer l'équipe pour les courses par étapes. L'Italien Davide Ballerini, au profil plus complet, est engagé pour deux ans. Les Colombiens Hernando Bohorquez et Rodrigo Contreras, issus respectivement des équipes Manzana-Postobon et EPM, sont engagés pour un an. Pour Contreras, c'est un retour dans le World Tour après une expérience infructueuse chez Quick-Step Floors en 2016,. Deux jeunes coureurs viennent commencer leur carrière professionnelle chez Astana : le Danois Jonas Gregaard, déjà stagiaire dans l'équipe en 2018, et le Kazakh Yuriy Natarov, issu de l'équipe continentale Astana City. Outre ces recrutements, les contrats d'Alexey Lutsenko, Laurens De Vreese, Nikita Stalnov, et Andrey Zeits ont été renouvelés,. Astana a également tenté en vain de recruter Mikel Landa, sous contrat chez Movistar.
| Arrivées           | Équipe 2018                 |
| ------------------ | --------------------------- |
| Davide Ballerini   | Androni Giocattoli-Sidermec |
| Manuele Boaro      | Bahrain-Merida              |
| Hernando Bohorquez | Manzana-Postobon            |
| Rodrigo Contreras  | EPM                         |
| Jonas Gregaard     | Riwal-CeramicSpeed          |
| Gorka Izagirre     | Bahrain-Merida              |
| Ion Izagirre       | Bahrain-Merida              |
| Merhawi Kudus      | Dimension Data              |
| Yuriy Natarov      | Astana City                 |

| Départs              | Équipe 2019                |
| -------------------- | -------------------------- |
| Sergey Chernetskiy   | Caja Rural-Seguros RGA     |
| Oscar Gatto          | Bora-Hansgrohe             |
| Andriy Grivko        |                            |
| Jesper Hansen        | Cofidis                    |
| Tanel Kangert        | EF Education First         |
| Truls Engen Korsæth  | Retraite                   |
| Bakhtiyar Kozhatayev | Retraite                   |
| Riccardo Minali      | Israel Cycling Academy     |
| Moreno Moser         | Nippo-Vini Fantini-Faizane |
| Ruslan Tleubayev     | Retraite                   |
| Michael Valgren      | Dimension Data             |

## Coureurs et encadrement technique

### Effectif
L'effectif de l'équipe Astana en 2019 comprend 28 coureurs, de neuf nationalités différentes.
| Cycliste            | Date de naissance | Nationalité | Équipe 2018                 |  |
| ------------------- | ----------------- | ----------- | --------------------------- |  |
| Davide Ballerini    | 21 septembre 1994 | Italie      | Androni Giocattoli-Sidermec |  |
| Peio Bilbao         | 25 février 1990   | Espagne     | Astana                      |  |
| Zhandos Bizhigitov  | 10 juin 1991      | Kazakhstan  | Astana                      |  |
| Manuele Boaro       | 12 mars 1987      | Italie      | Bahrain-Merida              |  |
| Hernando Bohorquez  | 22 juin 1992      | Colombie    | Manzana-Postobon            |  |
| Dario Cataldo       | 15 mars 1985      | Italie      | Astana                      |  |
| Rodrigo Contreras   | 2 juin 1994       | Colombie    | EPM                         |  |
| Magnus Cort Nielsen | 16 janvier 1993   | Danemark    | Astana                      |  |
| Laurens De Vreese   | 29 septembre 1988 | Belgique    | Astana                      |  |
| Daniil Fominykh     | 28 août 1991      | Kazakhstan  | Astana                      |  |
| Omar Fraile         | 17 juillet 1990   | Espagne     | Astana                      |  |
| Jakob Fuglsang      | 22 mars 1985      | Danemark    | Astana                      |  |
| Yevgeniy Gidich     | 19 mai 1996       | Kazakhstan  | Astana                      |  |
| Jonas Gregaard      | 30 juillet 1996   | Danemark    | Riwal-CeramicSpeed          |  |
| Dmitriy Gruzdev     | 10 juin 1991      | Kazakhstan  | Astana                      |  |
| Jan Hirt            | 21 janvier 1991   | Tchéquie    | Astana                      |  |
| Hugo Houle          | 27 septembre 1990 | Canada      | Astana                      |  |
| Gorka Izagirre      | 7 octobre 1987    | Espagne     | Bahrain-Merida              |  |
| Ion Izagirre        | 4 février 1989    | Espagne     | Bahrain-Merida              |  |
| Merhawi Kudus       | 23 janvier 1994   | Érythrée    | Dimension Data              |  |
| Miguel Ángel López  | 4 février 1994    | Colombie    | Astana                      |  |
| Alexey Lutsenko     | 7 septembre 1992  | Kazakhstan  | Astana                      |  |
| Yuriy Natarov       | 28 décembre 1996  | Kazakhstan  | Astana City                 |  |
| Luis León Sánchez   | 24 novembre 1983  | Espagne     | Astana                      |  |
| Nikita Stalnov      | 14 septembre 1991 | Kazakhstan  | Astana                      |  |
| Davide Villella     | 27 juin 1991      | Italie      | Astana                      |  |
| Artyom Zakharov     | 27 octobre 1991   | Kazakhstan  | Astana                      |  |
| Andrey Zeits        | 14 décembre 1986  | Kazakhstan  | Astana                      |  |
| Stagiaire           | Date de naissance | Nationalité | Équipe 2019                 |  |
| Vadim Pronskiy      | 4 juin 1998       | Kazakhstan  | Vino - Astana Motors        |  |

### Encadrement
Alexandre Vinokourov est manager de l'équipe depuis 2013. Dmitriy Fofonov, manager sportif, et huit directeurs sportifs encadrent les coureurs : Assan Bazayev, Bruno Cenghialta, Giuseppe Martinelli, Dimitri Sedun, Alexandr Shefer, Sergueï Yakovlev, Stefano Zanini et Lars Michaelsen.

## Bilan de la saison

### Victoires
| Date       | Course                                                  | Pays       | Classe | Vainqueur           |
| ---------- | ------------------------------------------------------- | ---------- | ------ | ------------------- |
| 10/02/2019 | Classement général du Tour de la Communauté valencienne | Espagne    | 2.1    | Ion Izagirre        |
| 15/02/2019 | 1re étape du Tour de Murcie                             | Espagne    | 2.1    | Pello Bilbao        |
| 16/02/2019 | 2e étape du Tour de Murcie                              | Espagne    | 2.1    | Luis León Sánchez   |
| 16/02/2019 | Classement général du Tour de Murcie                    | Espagne    | 2.1    | Luis León Sánchez   |
| 17/02/2019 | Classement général du Tour Colombia                     | Colombie   | 2.1    | Miguel Ángel López  |
| 17/02/2019 | Classement général du Tour de La Provence               | France     | 2.1    | Gorka Izagirre      |
| 17/02/2019 | 2e étape du Tour d'Oman                                 | Oman       | 2.HC   | Alexey Lutsenko     |
| 18/02/2019 | 3e étape du Tour d'Oman                                 | Oman       | 2.HC   | Alexey Lutsenko     |
| 20/02/2019 | 5e étape du Tour d'Oman                                 | Oman       | 2.HC   | Alexey Lutsenko     |
| 21/02/2019 | Classement général du Tour d'Oman                       | Oman       | 2.HC   | Alexey Lutsenko     |
| 24/02/2019 | Classement général du Tour d'Andalousie                 | Espagne    | 2.HC   | Jakob Fuglsang      |
| 25/02/2019 | 2e étape du Tour du Rwanda                              | Rwanda     | 2.1    | Merhawi Kudus       |
| 26/02/2019 | 3e étape du Tour du Rwanda                              | Rwanda     | 2.1    | Merhawi Kudus       |
| 03/03/2019 | 8e étape du Tour du Rwanda                              | Rwanda     | 2.1    | Rodrigo Contreras   |
| 03/03/2019 | Classement général du Tour du Rwanda                    | Rwanda     | 2.1    | Merhawi Kudus       |
| 13/03/2019 | 4e étape de Paris-Nice                                  | France     | 2.UWT  | Magnus Cort Nielsen |
| 16/03/2019 | 4e étape de Tirreno-Adriatico                           | Italie     | 2.UWT  | Alexey Lutsenko     |
| 17/03/2019 | 8e étape de Paris-Nice                                  | France     | 2.UWT  | Ion Izagirre        |
| 17/03/2019 | 5e étape de Tirreno-Adriatico                           | Italie     | 2.UWT  | Jakob Fuglsang      |
| 28/03/2019 | 4e étape du Tour de Catalogne                           | Espagne    | 2.UWT  | Miguel Ángel López  |
| 31/03/2019 | Classement général du Tour de Catalogne                 | Espagne    | 2.UWT  | Miguel Ángel López  |
| 13/04/2019 | Classement général du Tour du Pays basque               | Espagne    | 2.UWT  | Ion Izagirre        |
| 28/04/2019 | Liège-Bastogne-Liège                                    | Belgique   | 1.UWT  | Jakob Fuglsang      |
| 17/05/2019 | 7e étape du Tour d'Italie                               | Italie     | 2.UWT  | Pello Bilbao        |
| 26/05/2019 | 15e étape du Tour d'Italie                              | Italie     | 2.UWT  | Dario Cataldo       |
| 01/06/2019 | 20e étape du Tour d'Italie                              | Italie     | 2.UWT  | Pello Bilbao        |
| 16/06/2019 | Classement général du Critérium du Dauphiné             | France     | 2.UWT  | Jakob Fuglsang      |
| 16/06/2019 | 2e étape du Tour de Suisse                              | Suisse     | 2.UWT  | Luis León Sánchez   |
| 26/06/2019 | Championnat du Kazakhstan contre-la-montre              | Kazakhstan | CN     | Alexey Lutsenko     |
| 30/06/2019 | Championnat du Kazakhstan sur route                     | Kazakhstan | CN     | Alexey Lutsenko     |
| 18/08/2019 | Classement général de l'Arctic Race of Norway           | Norvège    | 2.HC   | Alexey Lutsenko     |
| 24/08/2019 | 1re étape du Tour d'Espagne                             | Espagne    | 2.UWT  | Astana              |
| 31/08/2019 | Classement général du Tour d'Almaty                     | Kazakhstan | 2.1    | Yuriy Natarov       |
| 09/09/2019 | 16e étape du Tour d'Espagne                             | Espagne    | 2.UWT  | Jakob Fuglsang      |
| 19/09/2019 | Coppa Sabatini                                          | Italie     | 1.1    | Alexey Lutsenko     |
| 21/09/2019 | Mémorial Marco Pantani                                  | Italie     | 1.1    | Alexey Lutsenko     |
| 03/10/2019 | 3e étape du Tour de Croatie                             | Croatie    | 2.1    | Yevgeniy Gidich     |

### Résultats sur les courses majeures
Les tableaux suivants représentent les résultats de l'équipe dans les principales courses du calendrier international (les cinq classiques majeures et les trois grands tours). Pour chaque épreuve est indiqué le meilleur coureur de l'équipe, son classement ainsi que les accessits glanés par Astana sur les courses de trois semaines.

#### Classiques
| Classique            | Milan-San Remo            | Tour des Flandres       | Paris-Roubaix           | Liège-Bastogne-Liège | Tour de Lombardie   |
| -------------------- | ------------------------- | ----------------------- | ----------------------- | -------------------- | ------------------- |
| Coureur (classement) | Magnus Cort Nielsen (15e) | Laurens De Vreese (72e) | Laurens De Vreese (25e) | Jakob Fuglsang (1er) | Jakob Fuglsang (4e) |

#### Grands tours
| Grand tour           | Tour d'Italie                                                                                            | Tour de France        | Tour d'Espagne                                    |
| -------------------- | --- | --------------------- | ------------------------------------------------- |
| Coureur (classement) | Miguel Ángel López (7e)                                                                                  | Alexey Lutsenko (19e) | Miguel Ángel López (5e)                           |
| Accessits            | 3 victoires d'étapes (Peio Bilbao (2), Dario Cataldo), Classement du meilleur jeune (Miguel Ángel López) | -                     | 1 victoire d'étape (contre-la-montre par équipes) |